# František Pospíšil
František Pospíšil, född 2 april 1944 i Unhošť i dåvarande Tjeckoslovakien, nuvarande Tjeckien, är en före detta tjeckoslovakisk ishockeyspelare (back) och coach.
Pospíšil spelade i den tjeckoslovakiska elitligan för HC Kladno från 1961 till 1978. Han avslutade spelarkarriären 1979 med proffsspel i det västtyska laget EV Landshut. Han mottog två gånger utmärkelsen Gyllene hockeyklubban som Tjeckoslovakiens bästa ishockeyspelare, 1971 och 1972. Han spelade 622 ligamatcher och gjorde 134 mål.
Pospíšil spelade i det tjeckoslovakiska landslaget från 1967 till 1977. Han blev världsmästare 1972, 1976 och 1977. Han utsågs till bäste försvarsspelare 1972 och 1976. Dessutom spelade han i vinter-OS 1972 och 1976 samt i Canada Cup 1976. Under OS 1976 ertappades Pospíšil med att ha tagit Kodein som klassificerades som dopningspreparat.
Pospíšil påbörjade en tränarkarriär 1979, först i sin tidigare klubb, Kladno, i Tjeckoslovakien, fram till 1983 och sedan i Litvínov mellan 1983 och 1985. Han var assisterande lagledare för Tjeckoslovakiens landslag 1986 till 1988.
Han blev invald i IIHF:s Hall Of Fame 1999.

## Meriter
- Tjeckoslovakisk mästare 1975-1978
- OS-silver 1968
- OS-brons 1972
- VM-guld 1972, 1976 och 1977
- VM-silver 1968, 1971, 1974 och 1975
- VM-brons VM 1969, 1970 och 1973
- Utvald till All-star-team VM 1972, 1976 och 1977
- Utvald som bäste back 1972 och 1976
- Vinnare av Zlatá hokejka, den gyllene ishockeyklubban, 1971 och 1972
- Invald i IIHF:s Hall of Fame 1999